# Cité Internationale Universitaire de Paris

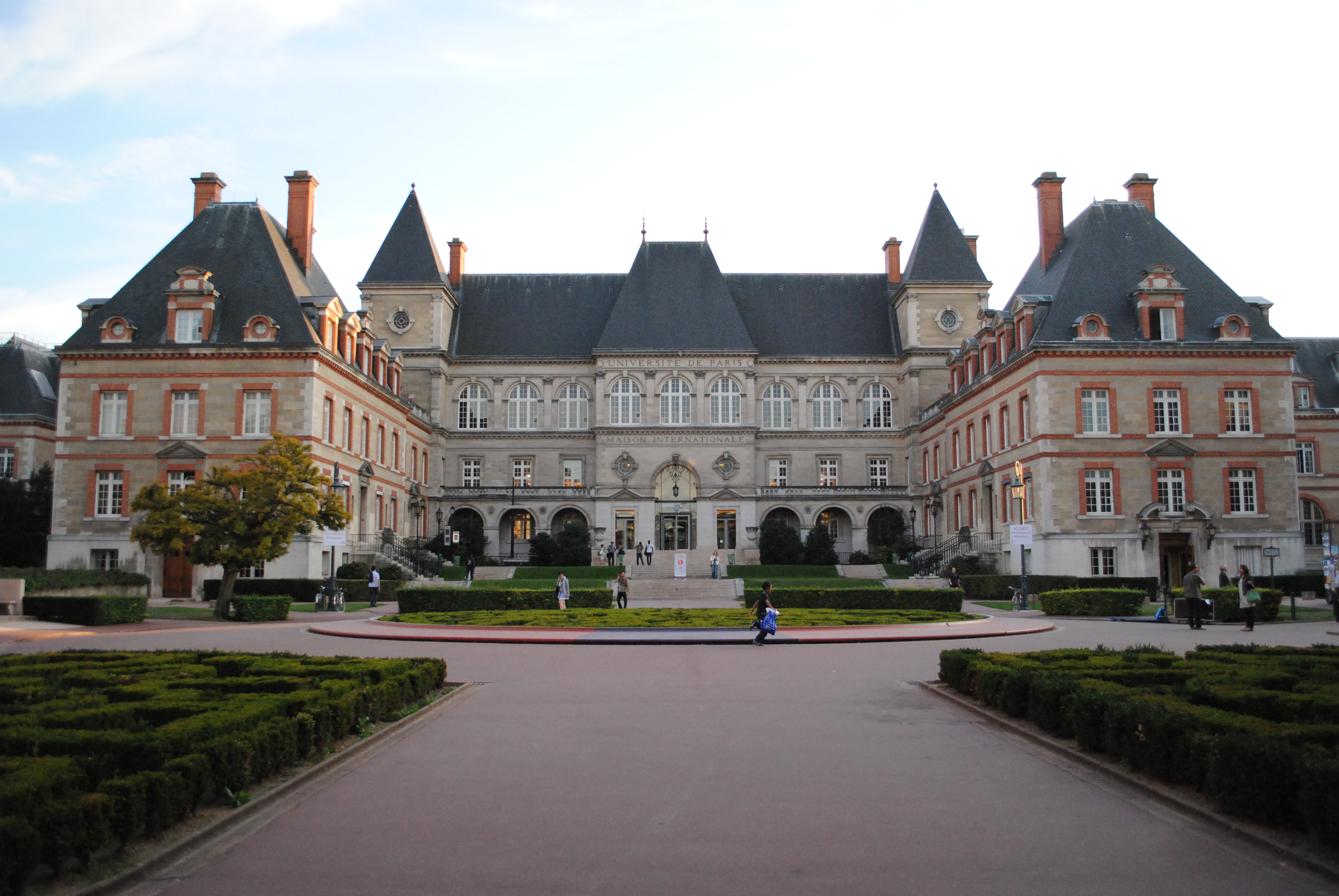

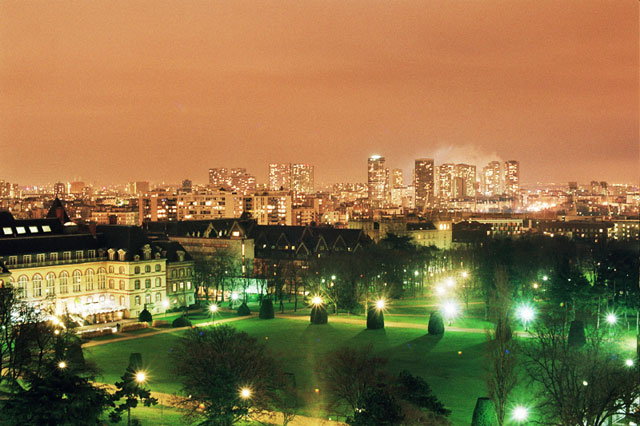

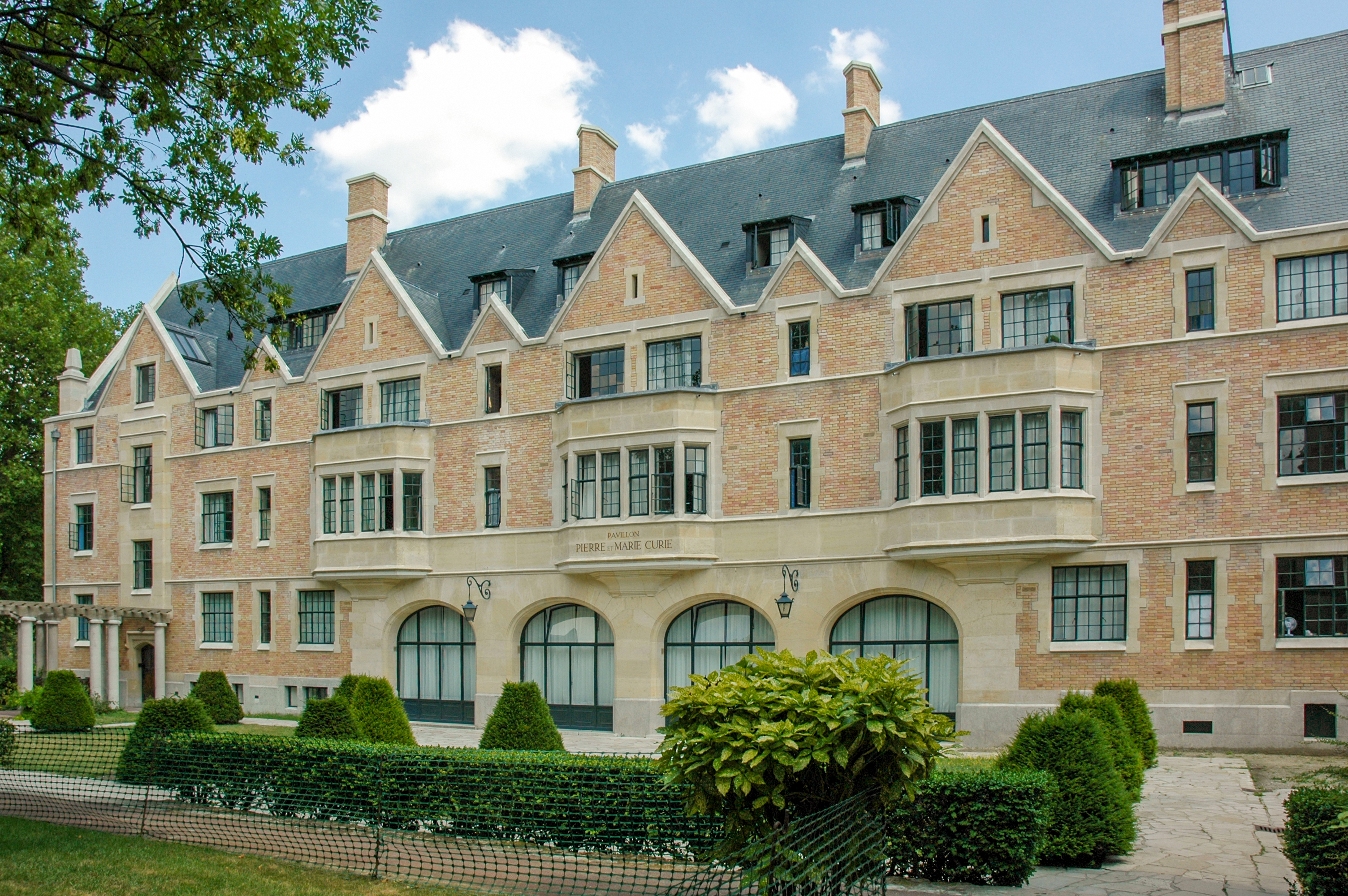

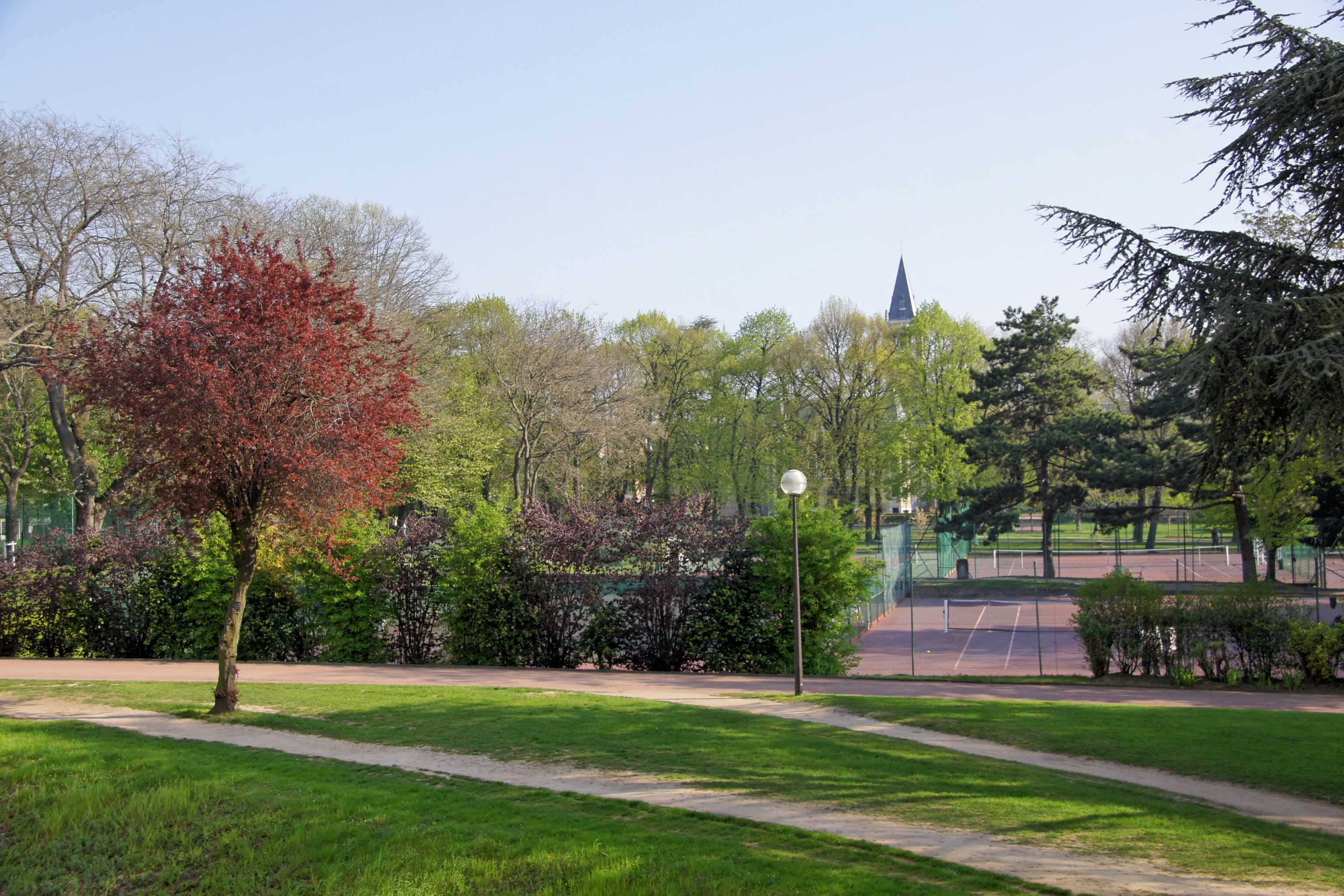

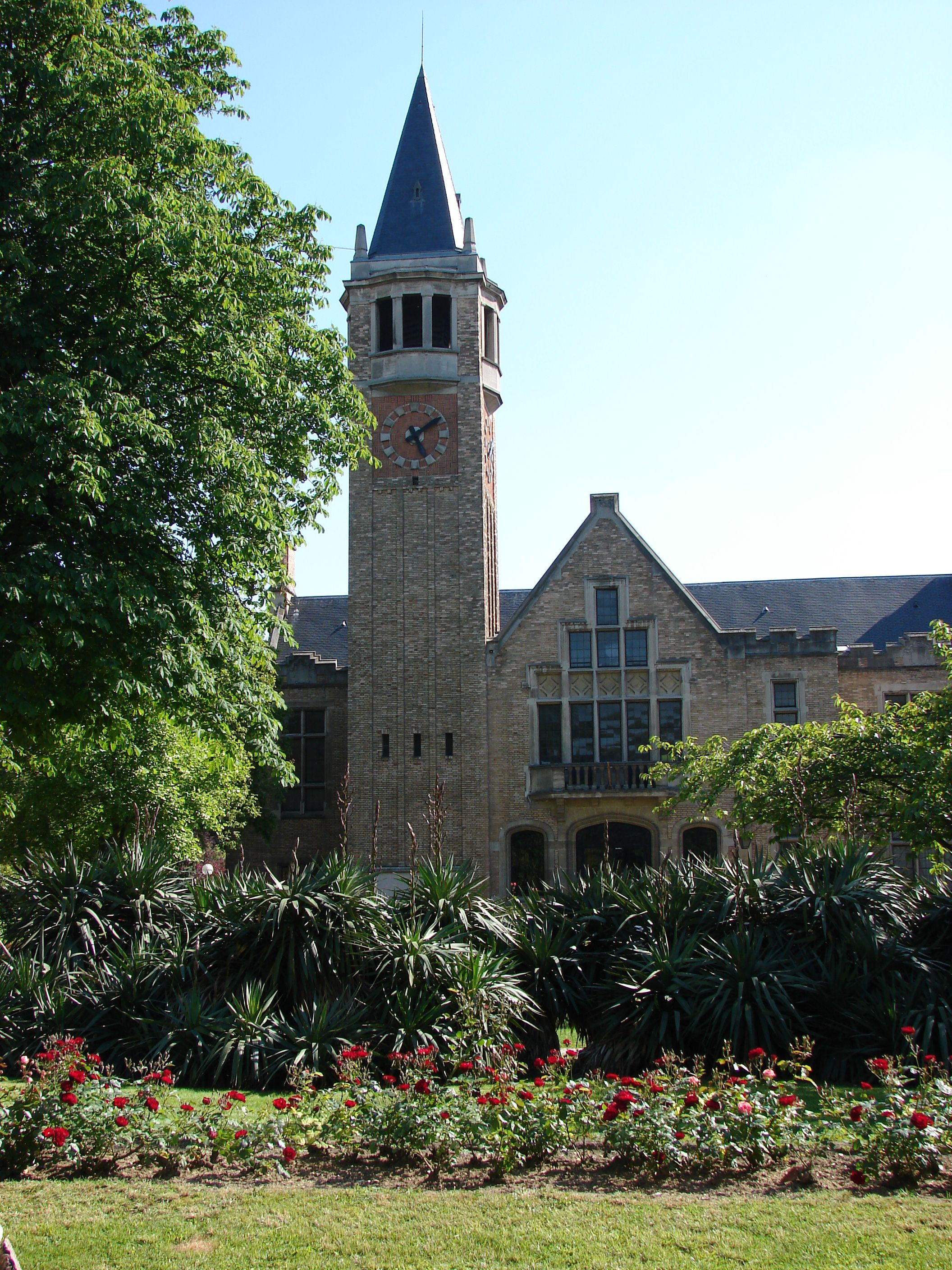

Cité Internationale Universitaire de Paris, CIUP, Cité U, är en privat park och ett bostadsområde för akademiker beläget i 14:e arrondissementet i Paris, Frankrike, grundat 1925. CIUP omfattar 40 hus företrädandes olika länder i världen, däribland Svenska studenthemmet i Paris för Sveriges räkning.
CIUP grundades efter första världskriget av André Honnorat i samarbete med Émile Deutsch de la Meurthe i syfte att skapa en internationell mötesplats i Paris för att där sammanföra studenter, forskare och intellektuella från olika delar av världen i en anda av fred och sammanhållning.
Cité Internationale Universitaire de Paris är ansluten till Paris pendeltåg RER linje B (blå linje) genom pendeltågsstationen Cité Universitaire.

## Arkitektur
Flera av husen är kända för sin arkitektur och är ritade av kända arkitekter såsom Le Corbusier, Willem Marinus Dudok, Heydar Ghiai och Claude Parent.

## 40 hus från runtom i världen

Plan

|    | Hus                                                                                      | Grundlagt | Foto |
| -- | ---------------------------------------------------------------------------------------- | --------- | ---- |
| 1  | Fondation Rosa Abreu De Grancher, ritat av Albert Laprade                                | 1932      |      |
| 2  | Residence André Honnorat                                                                 | 1953      |      |
| 3  | Fondation Argentine                                                                      | 1928      |      |
| 4  | Maison des Étudiants Arméniens                                                           | 1930      |      |
| 5  | Maison des Arts et Métiers                                                               | 1949      |      |
| 6  | Maison de l'Asie du Sud-Est, ritat av Pierre Martin och Maurice Vieu                     | 1930      |      |
| 7  | Fondation Avicenne, former Pavillon de l'Iran, ritat av Heydar Ghiai och Claude Parent   | 1969      |      |
| 8  | Fondation Biermans-Lapôtre (étudiants belges et luxemburgeois), ritat av Armand Guéritte | 1924      |      |
| 9  | Maison du Brésil ritat av Le Corbusier och Lucio Costa.                                  | 1954      |      |
| 10 | Maison du Cambodge, ritat av Alfred Audoul                                               | 1957      |      |
| 11 | Maison des Etudiants Canadiens, ritat av Olivier Le Bras                                 | 1925      |      |
| 12 | Fondation Danoise, ritat av Kaj Gottlob                                                  | 1932      |      |
| 13 | Fondation Emile et Louise Deutsch de la Meurthe, ritat av Lucien Bechmann.               | 1925      |      |
| 14 | Collège d'Espagne                                                                        | 1927      |      |
| 15 | Fondation des États-Unis, ritat av Pierre Leprince-Ringuet                               | 1930      |      |
| 16 | Collège Franco-Britannique, ritat av Pierre Martin och Maurice Vieu                      | 1937      |      |
| 17 | Residence André de Gouveia                                                               | 1960      |      |
| 18 | Fondation Haraucourt                                                                     | 1939      |      |
| 19 | Maison Heinrich Heine                                                                    | 1956      |      |
| 20 | Fondation Hellénique, ritat av Nicolas Zahos                                             | 1932      |      |
| 21 | Maison de l'Inde                                                                         | 1967      |      |
| 22 | Maison des Industries Agricoles et Alimentaires                                          | 1954      |      |
| 23 | Maison de l'Institut National Agronomique                                                | 1928      |      |
| 24 | Maison de l'Italie, ritat av Piero Portaluppi                                            | 1958      |      |
| 25 | Maison du Japon, ritat av Pierre Sardou                                                  | 1927      |      |
| 26 | Maison du Liban, ritat av Jean Vernon och Bruno Philippe                                 | 1948      |      |
| 27 | Residence Lila                                                                           | 2005      |      |
| 28 | Residence Lucien Paye, ritat av Albert Laprade                                           | 1949      |      |
| 29 | Maison du Maroc                                                                          | 1953      |      |
| 30 | Maison du Mexique                                                                        | 1953      |      |
| 31 | Fondation de Monaco, ritat av Julien Médecin                                             | 1937      |      |
| 32 | Collège Néerlandais ritat av Willem Marinus Dudok                                        | 1926      |      |
| 33 | Maison de Norvège, ritat av Reidar Lund                                                  | 1954      |      |
| 34 | Maison des Provinces de France, ritat av Armand Guéritte                                 | 1933      |      |
| 35 | Residence Quai de la Loire                                                               | 2007      |      |
| 36 | Residence Robert Garric                                                                  | 1936      |      |
| 37 | Maison de la Suède, ritat av Peder Clason och Germain Debré                              | 1931      |      |
| 38 | Pavillon Suisse ritat av Le Corbusier.                                                   | 1930      |      |
| 39 | Maison de la Tunisie, ritat av Jean Sebag                                                | 1953      |      |
| 40 | Fondation Victor Lyon                                                                    | 1950      |      |

## Kända personer
- Marcos Aguinis (Fondation Argentine)
- Joaquim Pedro de Andrade (Maison du Brésil)
- Azorin (Collège d'Espagne)
- Miguel Angel
- Fernando Arrabal (Collège d'Espagne)
- Pío Baroja (Collège d'Espagne)
- Raymond Barre
- Manuel Bartlett Díaz (Maison du Mexique)
- Tahar Ben Jelloun (Maison de Norvège)
- Malcolm Bilson (Fondation des Etats-Unis)
- Karen Blixen (Fondation Danoise)
- Habib Bourguiba
- Josep Puig i Cadafalch (Collège d'Espagne)
- Michel Camdessus
- Cuauhtémoc Cárdenas (Maison du Mexique)
- Américo Castro (Collège d'Espagne)
- Luis Cernuda (Collège d'Espagne)
- Aimé Césaire
- Georges Charpak
- Inger Christensen
- Adrienne Clarkson (Maison des étudiants canadiens)
- Julio Cortázar (Fondation Argentine)
- Michèle Cotta
- Jean-Louis Curtis
- Fernando del Paso (Maison du Mexique)
- Georges Descrières
- Abdou Diouf (Résidence Lucien Paye)
- Miguel Angel Estrella (Fondation Argentine)
- Manuel Felguérez (Maison du Mexique)
- Bruno Leonardo Gelber (Fondation Argentine)
- Margo Glantz (Maison du Mexique)
- Claude Guéant (Maison de l'Inde)
- Paul Guth
- Yves Hernot (College Franco-Britannique)
- Michel Jobert
- Roméo LeBlanc (Maison des Etudiants Canadiens)
- Jules Léger (Maison des Etudiants Canadiens)
- Jaime Lerner (Maison du Brésil)
- Henri Lopes (Résidence Lucien Paye)
- Neil MacGregor (Collège Franco-Britannique)
- Louis Mermaz
- Patrick Modiano
- Arthur Moreira Lima (Maison du Brésil)
- Porfirio Muñoz Ledo (Maison du Mexique)
- Paul Nizan
- Severo Ochoa (Collège d'Espagne)
- Akram Ojjeh
- Farah Diba Pahlavi (Collège Néerlandais)
- Rajendra Prasad (Maison de l'Inde)
- Francisco Rezek (Maison du Brésil)
- Sebastião Salgado (Maison du Brésil)
- Jacques Santer (Fondation Biermans-Lapôtre)
- Jean-Paul Sartre
- Léopold Sédar Senghor (Fondation Deutsch de la Meurthe)
- Antoni Tàpies (Collège d'Espagne)
- Serge Tchuruk (Maison des Etudiants Arméniens)
- Francisco Toledo (Maison du Mexique)
- Pierre Elliott Trudeau (Maison des Etudiants Canadiens)
- Zuenir Ventura (Maison du Brésil)
- Luc Vinet (Maison des Etudiants Canadiens)
- Mulayam Singh Yadav (Maison de l'Inde)
- Narciso Yepes (Collège d'Espagne)
- Daniel Fournier, ing., Ph.D (Maison des Etudiants Canadiens)